# حوزه انتخابیه ششم پنسیلوانیا
حوزه انتخابیه ششم پنسیلوانیا یک حوزه انتخابیه مجلس نمایندگان آمریکا است که در ایالت پنسیلوانیا قرار دارد.